# Liste des héritiers du trône d'Angleterre
Cet article donne la liste des héritiers du trône d'Angleterre depuis l'avènement d'Henri III en 1216 jusqu'à l'Acte d'Union de 1707. Contrairement à d'autres monarchies, les règles de succession n'ont pas inclus la loi salique, mais les droits des femmes n'ont cependant pas toujours été respectés. Les héritiers mâles ont porté les titres de prince de Galles et de duc de Cornouailles, créés respectivement en 1301 et 1337 sur décision des rois Édouard Ier et Édouard III en faveur du premier descendant mâle du monarque, qui sont aujourd'hui portés par les héritiers du trône britannique.

## Prélude
Dès la conquête normande de l'Angleterre et l'avènement de Guillaume le Conquérant en 1066, la coutume normande est appliquée pour assurer la succession au trône. Cette dernière dispose que l'ensemble des terres d'un monarque doit être partagé entre ses fils légitimes, même si le partage se fait au gré du souverain. Ainsi, peu avant sa mort en 1087, Guillaume le Conquérant attribue le duché de Normandie à son fils aîné Robert Courteheuse, tandis que son fils cadet Guillaume le Roux monte sur le trône d'Angleterre. Après l'avènement de Guillaume le Roux, la coutume normande est abandonnée : les héritiers du trône sont désormais désignés par le monarque régnant, et ne détiennent pas leur position par droit d'héritage. Toutefois, Henri Ier et Étienne sont choisis de manière irrégulière après la mort de leurs prédécesseurs. Finalement, avec l'adoption de la Magna Carta en 1215, la primogéniture finit par s'imposer définitivement dans la succession au trône d'Angleterre.
| Héritier | Héritier                                   | Parenté avec le monarque | Désigné héritier | Cesse d'être héritier                         | Durée                       | Nom du monarque dates de règne                      |
| Portrait | Nom                                        | Parenté avec le monarque | Désigné héritier | Cesse d'être héritier                         | Durée                       | Nom du monarque dates de règne                      |
| -------- | ------------------------------------------ | ------------------------ | ---------------- | --------------------------------------------- | --------------------------- | --------------------------------------------------- |
|          | Guillaume futur Guillaume II               | fils                     | 7 septembre 1087 | 26 septembre 1087 son avènement               | 19 jours                    | Guillaume Ier (25 décembre 1066 - 9 septembre 1087) |
| aucun    | aucun                                      | aucun                    | aucun            | aucun                                         | aucun                       | Guillaume II (26 septembre 1087 - 2 août 1100)      |
|          | Guillaume, duc de Normandie                | fils                     | 19 mars 1116     | 25 novembre 1120 son décès                    | 4 ans, 8 mois et 6 jours    | Henri Ier (5 août 1100 - 1er décembre 1135)         |
|          | Mathilde, comtesse d'Anjou                 | fille                    | 25 décembre 1126 | 22 décembre 1135 avènement d'Étienne de Blois | 8 ans, 11 mois et 27 jours  | Henri Ier (5 août 1100 - 1er décembre 1135)         |
|          | Eustache, comte de Boulogne                | fils                     | 6 avril 1152     | 17 août 1153 son décès                        | 1 an, 4 mois et 11 jours    | Étienne (22 décembre 1135 - 25 octobre 1154)        |
|          | Henri, duc de Normandie futur Henri II     | cousin / fils adoptif    | 6 novembre 1153  | 19 décembre 1154 son avènement                | 1 an, 1 mois et 13 jours    | Étienne (22 décembre 1135 - 25 octobre 1154)        |
|          | Guillaume, comte de Poitiers               | fils                     | 3 avril 1155     | avril 1156 son décès                          | environ 1 an                | Henri II (19 décembre 1154 - 6 juillet 1189)        |
|          | Henri                                      | fils                     | 14 juin 1170     | 11 juin 1183 son décès                        | 12 ans, 11 mois et 28 jours | Henri II (19 décembre 1154 - 6 juillet 1189)        |
|          | Richard, duc d'Aquitaine futur Richard Ier | fils                     | 4 juillet 1189   | 3 septembre 1189 son avènement                | 1 mois et 30 jours          | Henri II (19 décembre 1154 - 6 juillet 1189)        |
|          | Arthur, duc de Bretagne                    | neveu                    | 11 novembre 1190 | 27 mai 1199 avènement de Jean                 | 8 ans, 6 mois et 16 jours   | Richard Ier (3 septembre 1189 - 6 avril 1199)       |
| contre   |                                            |                          |                  |                                               |                             | Richard Ier (3 septembre 1189 - 6 avril 1199)       |
|          | Jean, comte de Gloucester futur Jean       | frère                    | avril 1199       | 27 mai 1199 son avènement                     | 1 mois                      | Richard Ier (3 septembre 1189 - 6 avril 1199)       |
|          | Henri futur Henri III                      | fils                     | septembre 1209   | 28 octobre 1216 son avènement                 | 7 ans et 1 mois             | Jean (27 mai 1199 - 19 octobre 1216)                |

## Liste des héritiers par dynastie
Le nom de la dynastie indiqué se réfère au souverain alors en place. Les héritiers peuvent appartenir à d'autres dynasties.
Les héritiers qui sont montés par la suite sur le trône sont indiqués en gras.

### Plantagenêts (1216-1485)

#### Branche directe (1216-1399)
| Héritier | Héritier | Parenté avec le monarque | Devient héritier | Cesse d'être héritier | Durée | Nom du monarque dates de règne                  |
| Portrait | Nom | Parenté avec le monarque | Devient héritier | Cesse d'être héritier | Durée | Nom du monarque dates de règne                  |
| --- | --- | --- | --- | --- | --- | ----------------------------------------------- |
| | Richard, comte de Cornouailles | frère | 28 octobre 1216 avènement de son frère | 17 juin 1239 naissance de son neveu | 22 ans, 7 mois et 20 jours | Henri III (28 octobre 1216 - 16 novembre 1272)  |
| | Édouard, duc de Gascogne futur Édouard Ier | fils | 17 juin 1239 sa naissance | 16 novembre 1272 son avènement | 33 ans, 4 mois et 30 jours | Henri III (28 octobre 1216 - 16 novembre 1272)  |
| | Henri | fils | 16 novembre 1272 avènement de son père | 14 octobre 1274 son décès | 1 an, 10 mois et 28 jours | Édouard Ier (16 novembre 1272 - 7 juillet 1307) |
| | Alphonse | fils | 14 octobre 1274 décès de son frère | 19 août 1284 son décès | 9 ans, 10 mois et 5 jours | Édouard Ier (16 novembre 1272 - 7 juillet 1307) |
| | Édouard de Carnarvon, prince de Galles futur Édouard II | fils | 19 août 1284 décès de son frère | 7 juillet 1307 son avènement | 22 ans, 10 mois et 18 jours | Édouard Ier (16 novembre 1272 - 7 juillet 1307) |
| | Thomas de Brotherton | demi-frère | 7 juillet 1307 avènement de son demi-frère | 13 novembre 1312 naissance de son neveu | 5 ans, 4 mois et 6 jours | Édouard II (7 juillet 1307 - 25 janvier 1327)   |
| | Édouard de Windsor, duc d'Aquitaine futur Édouard III | fils | 13 novembre 1312 sa naissance | 25 janvier 1327 son avènement | 14 ans, 2 mois et 12 jours | Édouard II (7 juillet 1307 - 25 janvier 1327)   |
| | Jean d'Eltham, comte de Cornouailles | frère | 25 janvier 1327 avènement de son frère | 15 juin 1330 naissance de son neveu | 3 ans, 4 mois et 21 jours | Édouard III (25 janvier 1327 - 21 juin 1377)    |
| | Édouard de Woodstock, prince de Galles | fils | 15 juin 1330 sa naissance | 8 juin 1376 son décès | 45 ans, 11 mois et 24 jours | Édouard III (25 janvier 1327 - 21 juin 1377)    |
| | Richard de Bordeaux, prince de Galles futur Richard II | petit-fils | 8 juin 1376 décès de son père | 21 juin 1377 son avènement | 1 an et 13 jours | Édouard III (25 janvier 1327 - 21 juin 1377)    |
| Succession incertaine (21 juin 1377 - 30 septembre 1399) : pour les partisans de la maison de Lancastre, la succession s'appliquait en vertu de la primogéniture agnatique privilégiée par le testament d'Édouard III et s'établissait comme suit | Succession incertaine (21 juin 1377 - 30 septembre 1399) : pour les partisans de la maison de Lancastre, la succession s'appliquait en vertu de la primogéniture agnatique privilégiée par le testament d'Édouard III et s'établissait comme suit | Succession incertaine (21 juin 1377 - 30 septembre 1399) : pour les partisans de la maison de Lancastre, la succession s'appliquait en vertu de la primogéniture agnatique privilégiée par le testament d'Édouard III et s'établissait comme suit | Succession incertaine (21 juin 1377 - 30 septembre 1399) : pour les partisans de la maison de Lancastre, la succession s'appliquait en vertu de la primogéniture agnatique privilégiée par le testament d'Édouard III et s'établissait comme suit | Succession incertaine (21 juin 1377 - 30 septembre 1399) : pour les partisans de la maison de Lancastre, la succession s'appliquait en vertu de la primogéniture agnatique privilégiée par le testament d'Édouard III et s'établissait comme suit | Succession incertaine (21 juin 1377 - 30 septembre 1399) : pour les partisans de la maison de Lancastre, la succession s'appliquait en vertu de la primogéniture agnatique privilégiée par le testament d'Édouard III et s'établissait comme suit | Richard II (21 juin 1377 - 30 septembre 1399)   |
| | Jean de Gand, duc de Lancastre | oncle | 21 juin 1377 avènement de son neveu | 3 février 1399 son décès | 21 ans, 7 mois et 13 jours | Richard II (21 juin 1377 - 30 septembre 1399)   |
| | Henri Bolingbroke, duc de Lancastre futur Henri IV | cousin | 3 février 1399 décès de son père | 30 septembre 1399 son avènement | 7 mois et 27 jours | Richard II (21 juin 1377 - 30 septembre 1399)   |
| Succession incertaine (21 juin 1377 - 30 septembre 1399) : pour les partisans de la famille Mortimer, la succession s'appliquait en vertu de la primogéniture cognatique privilégiée par le testament d'Édouard Ier et s'établissait comme suit   | | | | | | Richard II (21 juin 1377 - 30 septembre 1399)   |
| | Philippa de Clarence, comtesse d'Ulster | cousine | 21 juin 1377 avènement de son cousin | 5 janvier 1382 son décès | 4 ans, 6 mois et 15 jours | Richard II (21 juin 1377 - 30 septembre 1399)   |
| | Roger Mortimer, comte de March | cousin | 5 janvier 1382 décès de sa mère | 20 juillet 1398 son décès | 16 ans, 6 mois et 15 jours | Richard II (21 juin 1377 - 30 septembre 1399)   |
| | Edmond Mortimer, comte de March | cousin | 20 juillet 1398 décès de son père | 30 septembre 1399 avènement d'Henri IV | 1 an, 2 mois et 10 jours | Richard II (21 juin 1377 - 30 septembre 1399)   |

#### Maison de Lancastre (1399-1461)
| Héritier                                           | Héritier                                             | Parenté avec le monarque | Devient héritier                                     | Cesse d'être héritier                                      | Durée                      | 2e dans l'ordre de succession parenté avec l'héritier, dates | Nom du monarque dates de règne              |
| Portrait                                           | Nom                                                  | Parenté avec le monarque | Devient héritier                                     | Cesse d'être héritier                                      | Durée                      | 2e dans l'ordre de succession parenté avec l'héritier, dates | Nom du monarque dates de règne              |
| -------------------------------------------------- | ---------------------------------------------------- | ------------------------ | ---------------------------------------------------- | ---------------------------------------------------------- | -------------------------- | ------------------------------------------------------------ | ------------------------------------------- |
|                                                    | Henri de Monmouth, prince de Galles futur Henri V    | fils                     | 30 septembre 1399 avènement de son père              | 20 mars 1413 son avènement                                 | 13 ans, 5 mois et 18 jours | Thomas de Lancastre, duc de Clarence son frère               | Henri IV (30 septembre 1399 - 20 mars 1413) |
|                                                    | Thomas de Lancastre, duc de Clarence                 | frère                    | 20 mars 1413 avènement de son frère                  | 22 mars 1421 son décès                                     | 8 ans et 2 jours           | Jean de Lancastre, duc de Bedford son frère                  | Henri V (20 mars 1413 - 31 août 1422)       |
|                                                    | Jean de Lancastre, duc de Bedford                    | frère                    | 22 mars 1421 décès de son frère                      | 6 décembre 1421 naissance de son neveu                     | 8 mois et 14 jours         | Humphrey de Lancastre, duc de Gloucester son frère           | Henri V (20 mars 1413 - 31 août 1422)       |
|                                                    | Henri de Windsor, duc de Cornouailles futur Henri VI | fils                     | 6 décembre 1421 sa naissance                         | 31 août 1422 son avènement                                 | 8 mois et 25 jours         | Jean de Lancastre, duc de Bedford son oncle                  | Henri V (20 mars 1413 - 31 août 1422)       |
|                                                    | Jean de Lancastre, duc de Bedford                    | oncle                    | 31 août 1422 avènement de son neveu                  | 14 septembre 1435 son décès                                | 13 ans et 14 jours         | Humphrey de Lancastre, duc de Gloucester son frère           | Henri VI (31 août 1422 - 4 mars 1461)       |
|                                                    | Humphrey de Lancastre, duc de Gloucester             | oncle                    | 14 septembre 1435 décès de son frère                 | 23 février 1447 son décès                                  | 11 ans, 5 mois et 9 jours  | aucun                                                        | Henri VI (31 août 1422 - 4 mars 1461)       |
| Aucun héritier (23 février 1447 - 13 octobre 1453) |                                                      |                          |                                                      |                                                            |                            |                                                              | Henri VI (31 août 1422 - 4 mars 1461)       |
|                                                    | Édouard de Westminster, prince de Galles             | fils                     | 13 octobre 1453 sa naissance                         | 25 octobre 1460 exclu de la succession par l'Acte d'Accord | 7 ans et 12 jours          | aucun                                                        | Henri VI (31 août 1422 - 4 mars 1461)       |
|                                                    | Richard, duc d'York                                  | cousin                   | 25 octobre 1460 désigné héritier par l'Acte d'Accord | 30 décembre 1460 son décès                                 | 2 mois et 5 jours          | Édouard, comte de March son fils                             | Henri VI (31 août 1422 - 4 mars 1461)       |
|                                                    | Édouard, duc d'York futur Édouard IV                 | cousin                   | 30 décembre 1460 décès de son père                   | 4 mars 1461 son avènement                                  | 2 mois et 2 jours          | Georges son frère                                            | Henri VI (31 août 1422 - 4 mars 1461)       |

#### Maison d'York (1461-1470)
| Héritier                                  | Héritier                 | Parenté avec le monarque | Devient héritier                   | Cesse d'être héritier        | Durée             | 2e dans l'ordre de succession parenté avec l'héritier, dates | Nom du monarque dates de règne            |
| Portrait                                  | Nom                      | Parenté avec le monarque | Devient héritier                   | Cesse d'être héritier        | Durée             | 2e dans l'ordre de succession parenté avec l'héritier, dates | Nom du monarque dates de règne            |
| ----------------------------------------- | ------------------------ | ------------------------ | ---------------------------------- | ---------------------------- | ----------------- | ------------------------------------------------------------ | ----------------------------------------- |
|                                           | Georges, duc de Clarence | frère                    | 4 mars 1461 avènement de son frère | 31 mars 1470 déclaré traître | 9 ans et 27 jours | Richard, duc de Gloucester son frère                         | Édouard IV (4 mars 1461 - 3 octobre 1470) |
| Aucun héritier (31 mars - 3 octobre 1470) |                          |                          |                                    |                              |                   |                                                              | Édouard IV (4 mars 1461 - 3 octobre 1470) |

#### Maison de Lancastre (1470-1471)
| Héritier | Héritier                                 | Parenté avec le monarque | Devient héritier                        | Cesse d'être héritier                   | Durée             | 2e dans l'ordre de succession parenté avec l'héritier, dates | Nom du monarque dates de règne            |
| Portrait | Nom                                      | Parenté avec le monarque | Devient héritier                        | Cesse d'être héritier                   | Durée             | 2e dans l'ordre de succession parenté avec l'héritier, dates | Nom du monarque dates de règne            |
| -------- | ---------------------------------------- | ------------------------ | --------------------------------------- | --------------------------------------- | ----------------- | ------------------------------------------------------------ | ----------------------------------------- |
|          | Édouard de Westminster, prince de Galles | fils                     | 3 octobre 1470 restauration de son père | 11 avril 1471 restauration d'Édouard IV | 6 mois et 8 jours | Georges, duc de Clarence son cousin                          | Henri VI (3 octobre 1470 - 11 avril 1471) |

#### Maison d'York (1471-1485)
| Héritier                                                                  | Héritier                                  | Parenté avec le monarque | Devient héritier                       | Cesse d'être héritier           | Durée                       | 2e dans l'ordre de succession parenté avec l'héritier, dates      | Nom du monarque dates de règne            |
| Portrait                                                                  | Nom                                       | Parenté avec le monarque | Devient héritier                       | Cesse d'être héritier           | Durée                       | 2e dans l'ordre de succession parenté avec l'héritier, dates      | Nom du monarque dates de règne            |
| ------------------------------------------------------------------------- | ----------------------------------------- | ------------------------ | -------------------------------------- | ------------------------------- | --------------------------- | ----------------------------------------------------------------- | ----------------------------------------- |
|                                                                           | Édouard, prince de Galles futur Édouard V | fils                     | 11 avril 1471 restauration de son père | 9 avril 1483 son avènement      | 11 ans, 11 mois et 29 jours | Georges, duc de Clarence son oncle (11 avril 1471 - 17 août 1473) | Édouard IV (11 avril 1471 - 9 avril 1483) |
| Richard de Shrewsbury, duc d'York son frère (17 août 1473 - 9 avril 1483) | Édouard, prince de Galles futur Édouard V | fils                     | 11 avril 1471 restauration de son père | 9 avril 1483 son avènement      | 11 ans, 11 mois et 29 jours |                                                                   | Édouard IV (11 avril 1471 - 9 avril 1483) |
|                                                                           | Richard de Shrewsbury, duc d'York         | frère                    | 9 avril 1483 avènement de son frère    | 25 juin 1483 déclaré illégitime | 2 mois et 16 jours          | Richard, duc de Gloucester son oncle                              | Édouard V (9 avril - 25 juin 1483)        |
|                                                                           | Édouard de Middleham, prince de Galles    | fils                     | 26 juin 1483 avènement de son père     | 9 avril 1484 son décès          | 9 mois et 14 jours          | aucun                                                             | Richard III (26 juin 1483 - 22 août 1485) |
| Aucun héritier (9 avril 1484 - 22 août 1485)                              |                                           |                          |                                        |                                 |                             |                                                                   | Richard III (26 juin 1483 - 22 août 1485) |

### Maison Tudor (1485-1603)
Avec l'avènement d'Henri VIII sur le trône d'Irlande le 18 juin 1541, la liste des héritiers des trônes d'Angleterre et d'Irlande se confond jusqu'à l'Acte d'Union du 1er mai 1707.
| Héritier | Héritier | Parenté avec le monarque | Devient héritier | Cesse d'être héritier | Durée | 2e dans l'ordre de succession parenté avec l'héritier, dates | Nom du monarque dates de règne                  |
| Portrait | Nom | Parenté avec le monarque | Devient héritier | Cesse d'être héritier | Durée | 2e dans l'ordre de succession parenté avec l'héritier, dates | Nom du monarque dates de règne                  |
| --- | --- | --- | --- | --- | --- | --- | ----------------------------------------------- |
| Aucun héritier (22 août 1485 - 20 septembre 1486) | Aucun héritier (22 août 1485 - 20 septembre 1486) | Aucun héritier (22 août 1485 - 20 septembre 1486) | Aucun héritier (22 août 1485 - 20 septembre 1486) | Aucun héritier (22 août 1485 - 20 septembre 1486) | Aucun héritier (22 août 1485 - 20 septembre 1486) | Aucun héritier (22 août 1485 - 20 septembre 1486) | Henri VII (22 août 1485 - 21 avril 1509)        |
| | Arthur Tudor, prince de Galles | fils | 20 septembre 1486 sa naissance | 2 avril 1502 son décès | 15 ans, 6 mois et 13 jours | aucun (20 septembre 1486 - 28 juin 1491) | Henri VII (22 août 1485 - 21 avril 1509)        |
| Henri Tudor, duc d'York son frère (28 juin 1491 - 2 avril 1502) | Arthur Tudor, prince de Galles | fils | 20 septembre 1486 sa naissance | 2 avril 1502 son décès | 15 ans, 6 mois et 13 jours | | Henri VII (22 août 1485 - 21 avril 1509)        |
| | Henri Tudor, prince de Galles futur Henri VIII | fils | 2 avril 1502 décès de son frère | 21 avril 1509 son avènement | 7 ans et 19 jours | aucun | Henri VII (22 août 1485 - 21 avril 1509)        |
| Aucun héritier (21 avril 1509 - 1er janvier 1511) | Aucun héritier (21 avril 1509 - 1er janvier 1511) | Aucun héritier (21 avril 1509 - 1er janvier 1511) | Aucun héritier (21 avril 1509 - 1er janvier 1511) | Aucun héritier (21 avril 1509 - 1er janvier 1511) | Aucun héritier (21 avril 1509 - 1er janvier 1511) | Aucun héritier (21 avril 1509 - 1er janvier 1511) | Henri VIII (21 avril 1509 - 28 janvier 1547)    |
| | Henri Tudor, duc de Cornouailles | fils | 1er janvier 1511 sa naissance | 22 février 1511 son décès | 1 mois et 21 jours | aucun | Henri VIII (21 avril 1509 - 28 janvier 1547)    |
| Aucun héritier (22 février 1511 - 18 février 1516) | | | | | | | Henri VIII (21 avril 1509 - 28 janvier 1547)    |
| | Marie Tudor future Marie Ire | fille | 18 février 1516 sa naissance | 23 mars 1534 exclue de la succession par le Premier Acte de Succession | 18 ans, 1 mois et 5 jours | aucun (18 février 1516 - 7 septembre 1533) | Henri VIII (21 avril 1509 - 28 janvier 1547)    |
| Élisabeth Tudor sa demi-sœur (7 septembre 1533 - 23 mars 1534) | Marie Tudor future Marie Ire | fille | 18 février 1516 sa naissance | 23 mars 1534 exclue de la succession par le Premier Acte de Succession | 18 ans, 1 mois et 5 jours | | Henri VIII (21 avril 1509 - 28 janvier 1547)    |
| | Élisabeth Tudor future Élisabeth Ire | fille | 23 mars 1534 désignée héritière par le Premier Acte de Succession | 8 juin 1536 exclue de la succession par le Second Acte de Succession | 2 ans, 2 mois et 16 jours | aucun | Henri VIII (21 avril 1509 - 28 janvier 1547)    |
| Aucun héritier (8 juin 1536 - 12 octobre 1537) | | | | | | | Henri VIII (21 avril 1509 - 28 janvier 1547)    |
| | Édouard Tudor, prince de Galles futur Édouard VI | fils | 12 octobre 1537 sa naissance | 28 janvier 1547 son avènement | 9 ans, 3 mois et 16 jours | aucun (12 octobre 1537 - 7 février 1544) | Henri VIII (21 avril 1509 - 28 janvier 1547)    |
| Marie Tudor sa demi-sœur (7 février 1544 - 28 janvier 1547) | Édouard Tudor, prince de Galles futur Édouard VI | fils | 12 octobre 1537 sa naissance | 28 janvier 1547 son avènement | 9 ans, 3 mois et 16 jours | | Henri VIII (21 avril 1509 - 28 janvier 1547)    |
| | Marie Tudor future Marie Ire | demi-sœur | 28 janvier 1547 avènement de son demi-frère | 21 juin 1553 exclue de la succession par lettres patentes | 6 ans, 4 mois et 24 jours | Élisabeth Tudor sa demi-sœur | Édouard VI (28 janvier 1547 - 6 juillet 1553)   |
| | Jeanne Grey | cousine | 21 juin 1553 désignée héritière par lettres patentes | 10 juillet 1553 son avènement | 19 jours | Catherine Grey sa sœur | Édouard VI (28 janvier 1547 - 6 juillet 1553)   |
| | Catherine Grey | sœur | 10 juillet 1553 avènement de sa sœur | 19 juillet 1553 avènement de Marie Ire | 9 jours | Marie Grey sa sœur | Jeanne Grey (10 - 19 juillet 1553)              |
| | Élisabeth Tudor future Élisabeth Ire | demi-sœur | 19 juillet 1553 avènement de sa demi-sœur | 17 novembre 1558 son avènement | 5 ans, 3 mois et 29 jours | aucun | Marie Ire (19 juillet 1553 - 17 novembre 1558)  |
| Succession incertaine (17 novembre 1558 - 24 mars 1603) : pour les partisans de la maison Stuart, la succession s'appliquait en vertu de la primogéniture cognatique et s'établissait comme suit                                         | Succession incertaine (17 novembre 1558 - 24 mars 1603) : pour les partisans de la maison Stuart, la succession s'appliquait en vertu de la primogéniture cognatique et s'établissait comme suit | Succession incertaine (17 novembre 1558 - 24 mars 1603) : pour les partisans de la maison Stuart, la succession s'appliquait en vertu de la primogéniture cognatique et s'établissait comme suit | Succession incertaine (17 novembre 1558 - 24 mars 1603) : pour les partisans de la maison Stuart, la succession s'appliquait en vertu de la primogéniture cognatique et s'établissait comme suit | Succession incertaine (17 novembre 1558 - 24 mars 1603) : pour les partisans de la maison Stuart, la succession s'appliquait en vertu de la primogéniture cognatique et s'établissait comme suit | Succession incertaine (17 novembre 1558 - 24 mars 1603) : pour les partisans de la maison Stuart, la succession s'appliquait en vertu de la primogéniture cognatique et s'établissait comme suit | Succession incertaine (17 novembre 1558 - 24 mars 1603) : pour les partisans de la maison Stuart, la succession s'appliquait en vertu de la primogéniture cognatique et s'établissait comme suit | Élisabeth Ire (17 novembre 1558 - 24 mars 1603) |
| | Marie Stuart, reine d'Écosse | cousine | 17 novembre 1558 avènement de sa cousine | 8 février 1587 son décès | 28 ans, 2 mois et 22 jours | aucun (17 novembre 1558 - 19 juin 1566) | Élisabeth Ire (17 novembre 1558 - 24 mars 1603) |
| Jacques Stuart, roi d'Écosse son fils (19 juin 1566 - 8 février 1587) | Marie Stuart, reine d'Écosse | cousine | 17 novembre 1558 avènement de sa cousine | 8 février 1587 son décès | 28 ans, 2 mois et 22 jours | | Élisabeth Ire (17 novembre 1558 - 24 mars 1603) |
| | Jacques Stuart, roi d'Écosse futur Jacques Ier | cousin | 8 février 1587 décès de sa mère | 24 mars 1603 son avènement | 16 ans, 1 mois et 16 jours | aucun (8 février 1587 - 19 février 1594) | Élisabeth Ire (17 novembre 1558 - 24 mars 1603) |
| Henri-Frédéric Stuart, duc de Rothesay son fils (19 février 1594 - 24 mars 1603) | Jacques Stuart, roi d'Écosse futur Jacques Ier | cousin | 8 février 1587 décès de sa mère | 24 mars 1603 son avènement | 16 ans, 1 mois et 16 jours | | Élisabeth Ire (17 novembre 1558 - 24 mars 1603) |
| Succession incertaine (17 novembre 1558 - 24 mars 1603) : pour les partisans des familles Grey et Stanley, la succession s'appliquait en vertu du Troisième Acte de Succession et du testament d'Henri VIII, et s'établissait comme suit | | | | | | | Élisabeth Ire (17 novembre 1558 - 24 mars 1603) |
| | Catherine Grey | cousine | 17 novembre 1558 avènement de sa cousine | 26 janvier 1568 son décès | 9 ans, 2 mois et 9 jours | Marie Grey sa sœur | Élisabeth Ire (17 novembre 1558 - 24 mars 1603) |
| | Marie Grey | cousine | 26 janvier 1568 décès de sa sœur | 20 avril 1578 son décès | 10 ans, 2 mois et 25 jours | Margaret Clifford, comtesse de Derby sa cousine | Élisabeth Ire (17 novembre 1558 - 24 mars 1603) |
| | Margaret Clifford, comtesse de Derby | cousine | 20 avril 1578 décès de sa cousine | 28 septembre 1596 son décès | 18 ans, 5 mois et 8 jours | Ferdinando Stanley, comte de Derby son fils (20 avril 1578 - 16 avril 1594) | Élisabeth Ire (17 novembre 1558 - 24 mars 1603) |
| Anne Stanley sa petite-fille (16 avril 1594 - 28 septembre 1596) | Margaret Clifford, comtesse de Derby | cousine | 20 avril 1578 décès de sa cousine | 28 septembre 1596 son décès | 18 ans, 5 mois et 8 jours | | Élisabeth Ire (17 novembre 1558 - 24 mars 1603) |
| | Anne Stanley | cousine | 28 septembre 1596 décès de sa grand-mère | 24 mars 1603 avènement de Jacques Ier | 6 ans, 5 mois et 24 jours | Frances Stanley sa sœur | Élisabeth Ire (17 novembre 1558 - 24 mars 1603) |

### Maison Stuart (1603-1649, 1660-1707)
Avec l'avènement de Jacques VI d'Écosse sur le trône d'Angleterre et l'Union des Couronnes le 24 mars 1603, la liste des héritiers des trônes d'Angleterre et d'Écosse se confond jusqu'à l'Acte d'Union du 1er mai 1707.
| Héritier                                                                | Héritier                                           | Parenté avec le monarque | Devient héritier                    | Cesse d'être héritier                    | Durée                      | 2e dans l'ordre de succession parenté avec l'héritier, dates                  | Nom du monarque dates de règne               |
| Portrait                                                                | Nom                                                | Parenté avec le monarque | Devient héritier                    | Cesse d'être héritier                    | Durée                      | 2e dans l'ordre de succession parenté avec l'héritier, dates                  | Nom du monarque dates de règne               |
| ----------------------------------------------------------------------- | -------------------------------------------------- | ------------------------ | ----------------------------------- | ---------------------------------------- | -------------------------- | ----------------------------------------------------------------------------- | -------------------------------------------- |
|                                                                         | Henri-Frédéric Stuart, prince de Galles            | fils                     | 24 mars 1603 avènement de son père  | 6 novembre 1612 son décès                | 9 ans, 7 mois et 13 jours  | Charles Stuart, duc d'York son frère                                          | Jacques Ier (24 mars 1603 - 27 mars 1625)    |
|                                                                         | Charles Stuart, prince de Galles futur Charles Ier | fils                     | 6 novembre 1612 décès de son frère  | 27 mars 1625 son avènement               | 12 ans, 4 mois et 21 jours | Élisabeth Stuart, électrice palatine sa sœur                                  | Jacques Ier (24 mars 1603 - 27 mars 1625)    |
|                                                                         | Élisabeth Stuart, électrice palatine               | sœur                     | 27 mars 1625 avènement de son frère | 29 mai 1630 naissance de son neveu       | 5 ans, 2 mois et 2 jours   | Henri-Frédéric du Palatinat son fils (27 mars 1625 - 7 janvier 1629)          | Charles Ier (27 mars 1625 - 30 janvier 1649) |
| Charles Louis du Palatinat son fils (7 janvier 1629 - 29 mai 1630)      | Élisabeth Stuart, électrice palatine               | sœur                     | 27 mars 1625 avènement de son frère | 29 mai 1630 naissance de son neveu       | 5 ans, 2 mois et 2 jours   |                                                                               | Charles Ier (27 mars 1625 - 30 janvier 1649) |
|                                                                         | Charles Stuart, prince de Galles futur Charles II  | fils                     | 29 mai 1630 sa naissance            | 8 février 1649 abolition de la monarchie | 18 ans, 8 mois et 10 jours | Élisabeth Stuart, électrice palatine sa tante (29 mai 1630 - 4 novembre 1631) | Charles Ier (27 mars 1625 - 30 janvier 1649) |
| Marie-Henriette Stuart sa sœur (4 novembre 1631 - 14 octobre 1633)      | Charles Stuart, prince de Galles futur Charles II  | fils                     | 29 mai 1630 sa naissance            | 8 février 1649 abolition de la monarchie | 18 ans, 8 mois et 10 jours |                                                                               | Charles Ier (27 mars 1625 - 30 janvier 1649) |
| Jacques Stuart, duc d'York son frère (14 octobre 1633 - 8 février 1649) | Charles Stuart, prince de Galles futur Charles II  | fils                     | 29 mai 1630 sa naissance            | 8 février 1649 abolition de la monarchie | 18 ans, 8 mois et 10 jours |                                                                               | Charles Ier (27 mars 1625 - 30 janvier 1649) |

| Héritier                                                                            | Héritier                                         | Parenté avec le monarque | Devient héritier                        | Cesse d'être héritier                     | Durée                      | 2e dans l'ordre de succession parenté avec l'héritier, dates                           | Nom du monarque dates de règne                 |
| Portrait                                                                            | Nom                                              | Parenté avec le monarque | Devient héritier                        | Cesse d'être héritier                     | Durée                      | 2e dans l'ordre de succession parenté avec l'héritier, dates                           | Nom du monarque dates de règne                 |
| ----------------------------------------------------------------------------------- | ------------------------------------------------ | ------------------------ | --------------------------------------- | ----------------------------------------- | -------------------------- | -------------------------------------------------------------------------------------- | ---------------------------------------------- |
|                                                                                     | Jacques Stuart, duc d'York futur Jacques II      | frère                    | 29 mai 1660 avènement de son frère      | 6 février 1685 son avènement              | 24 ans, 8 mois et 8 jours  | Henri Stuart, duc de Gloucester son frère (29 mai - 13 septembre 1660)                 | Charles II (29 mai 1660 - 6 février 1685)      |
| Marie-Henriette Stuart, princesse d'Orange sa sœur (13 septembre - 22 octobre 1660) | Jacques Stuart, duc d'York futur Jacques II      | frère                    | 29 mai 1660 avènement de son frère      | 6 février 1685 son avènement              | 24 ans, 8 mois et 8 jours  |                                                                                        | Charles II (29 mai 1660 - 6 février 1685)      |
| Charles Stuart, duc de Cambridge son fils (22 octobre 1660 - 5 mai 1661)            | Jacques Stuart, duc d'York futur Jacques II      | frère                    | 29 mai 1660 avènement de son frère      | 6 février 1685 son avènement              | 24 ans, 8 mois et 8 jours  |                                                                                        | Charles II (29 mai 1660 - 6 février 1685)      |
| Guillaume, prince d'Orange son neveu (5 mai 1661 - 30 avril 1662)                   | Jacques Stuart, duc d'York futur Jacques II      | frère                    | 29 mai 1660 avènement de son frère      | 6 février 1685 son avènement              | 24 ans, 8 mois et 8 jours  |                                                                                        | Charles II (29 mai 1660 - 6 février 1685)      |
| Marie Stuart sa fille (30 avril 1662 - 12 juillet 1663)                             | Jacques Stuart, duc d'York futur Jacques II      | frère                    | 29 mai 1660 avènement de son frère      | 6 février 1685 son avènement              | 24 ans, 8 mois et 8 jours  |                                                                                        | Charles II (29 mai 1660 - 6 février 1685)      |
| Jacques Stuart, duc de Cambridge son fils (12 juillet 1663 - 20 juin 1667)          | Jacques Stuart, duc d'York futur Jacques II      | frère                    | 29 mai 1660 avènement de son frère      | 6 février 1685 son avènement              | 24 ans, 8 mois et 8 jours  |                                                                                        | Charles II (29 mai 1660 - 6 février 1685)      |
| Marie Stuart sa fille (20 juin - 14 septembre 1667)                                 | Jacques Stuart, duc d'York futur Jacques II      | frère                    | 29 mai 1660 avènement de son frère      | 6 février 1685 son avènement              | 24 ans, 8 mois et 8 jours  |                                                                                        | Charles II (29 mai 1660 - 6 février 1685)      |
| Edgar Stuart, duc de Cambridge son fils (14 septembre 1667 - 8 juin 1671)           | Jacques Stuart, duc d'York futur Jacques II      | frère                    | 29 mai 1660 avènement de son frère      | 6 février 1685 son avènement              | 24 ans, 8 mois et 8 jours  |                                                                                        | Charles II (29 mai 1660 - 6 février 1685)      |
| Marie Stuart sa fille (8 juin 1671 - 7 novembre 1677)                               | Jacques Stuart, duc d'York futur Jacques II      | frère                    | 29 mai 1660 avènement de son frère      | 6 février 1685 son avènement              | 24 ans, 8 mois et 8 jours  |                                                                                        | Charles II (29 mai 1660 - 6 février 1685)      |
| Charles Stuart, duc de Cambridge son fils (7 novembre - 12 décembre 1677)           | Jacques Stuart, duc d'York futur Jacques II      | frère                    | 29 mai 1660 avènement de son frère      | 6 février 1685 son avènement              | 24 ans, 8 mois et 8 jours  |                                                                                        | Charles II (29 mai 1660 - 6 février 1685)      |
| Marie Stuart, princesse d'Orange sa fille (12 décembre 1677 - 6 février 1685)       | Jacques Stuart, duc d'York futur Jacques II      | frère                    | 29 mai 1660 avènement de son frère      | 6 février 1685 son avènement              | 24 ans, 8 mois et 8 jours  |                                                                                        | Charles II (29 mai 1660 - 6 février 1685)      |
|                                                                                     | Marie Stuart, princesse d'Orange future Marie II | fille                    | 6 février 1685 avènement de son père    | 10 juin 1688 naissance de son demi-frère  | 2 ans, 6 mois et 4 jours   | Anne Stuart sa sœur                                                                    | Jacques II (6 février 1685 - 11 décembre 1688) |
|                                                                                     | Jacques François Stuart, prince de Galles        | fils                     | 10 juin 1688 sa naissance               | 11 décembre 1688 déposition de Jacques II | 6 mois et 1 jour           | Marie Stuart, princesse d'Orange sa demi-sœur                                          | Jacques II (6 février 1685 - 11 décembre 1688) |
|                                                                                     | Guillaume III                                    | cousin / époux           | 13 février 1689 avènement de son épouse | 28 décembre 1694 devient seul monarque    | 5 ans, 10 mois et 15 jours | Anne Stuart sa belle-sœur et cousine                                                   | Marie II (13 février 1689 - 28 décembre 1694)  |
|                                                                                     | Marie II                                         | cousine / épouse         | 13 février 1689 avènement de son époux  | 28 décembre 1694 son décès                | 5 ans, 10 mois et 15 jours | Anne Stuart sa sœur                                                                    | Guillaume III (13 février 1689 - 8 mars 1702)  |
|                                                                                     | Anne Stuart future Anne                          | cousine / belle-sœur     | 28 décembre 1694 décès de sa sœur       | 8 mars 1702 son avènement                 | 7 ans, 2 mois et 8 jours   | Guillaume de Danemark, duc de Gloucester son fils (28 décembre 1694 - 30 juillet 1700) | Guillaume III (13 février 1689 - 8 mars 1702)  |
| aucun (30 juillet 1700 - 12 juin 1701)                                              | Anne Stuart future Anne                          | cousine / belle-sœur     | 28 décembre 1694 décès de sa sœur       | 8 mars 1702 son avènement                 | 7 ans, 2 mois et 8 jours   |                                                                                        | Guillaume III (13 février 1689 - 8 mars 1702)  |
| Sophie de Bohême sa cousine (12 juin 1701 - 8 mars 1702)                            | Anne Stuart future Anne                          | cousine / belle-sœur     | 28 décembre 1694 décès de sa sœur       | 8 mars 1702 son avènement                 | 7 ans, 2 mois et 8 jours   |                                                                                        | Guillaume III (13 février 1689 - 8 mars 1702)  |
|                                                                                     | Sophie de Bohême                                 | cousine                  | 8 mars 1702 avènement de sa cousine     | 1er mai 1707 Acte d'Union                 | 5 ans, 1 mois et 23 jours  | George, électeur de Hanovre son fils                                                   | Anne (8 mars 1702 - 1er mai 1707)              |

#### Succession jacobite (1688-1807)
En dépit de la Glorieuse Révolution, les partisans de Jacques II continuent à le reconnaître comme roi d'Angleterre et ne reconnaissent pas l'Acte d'Union du 1er mai 1707 instaurant le royaume de Grande-Bretagne. La liste des héritiers des prétendants jacobites aux trônes d'Angleterre, d'Écosse et d'Irlande se confond jusqu'à la mort du dernier prétendant, Henri Benoît Stuart, le 13 juillet 1807.
| Héritier                                                                                 | Héritier                                                 | Parenté avec le prétendant | Devient héritier                                        | Cesse d'être héritier                                    | Durée                       | 2e dans l'ordre de succession parenté avec l'héritier, dates                         | Nom du prétendant dates de revendication                       |
| Portrait                                                                                 | Nom                                                      | Parenté avec le prétendant | Devient héritier                                        | Cesse d'être héritier                                    | Durée                       | 2e dans l'ordre de succession parenté avec l'héritier, dates                         | Nom du prétendant dates de revendication                       |
| ---------------------------------------------------------------------------------------- | -------------------------------------------------------- | -------------------------- | ------------------------------------------------------- | -------------------------------------------------------- | --------------------------- | ------------------------------------------------------------------------------------ | -------------------------------------------------------------- |
|                                                                                          | Jacques François Stuart, prince de Galles                | fils                       | 11 décembre 1688 succession jacobite de son père        | 16 septembre 1701 devient prétendant                     | 12 ans, 9 mois et 5 jours   | Marie Stuart, princesse d'Orange sa demi-sœur (11 décembre 1688 - 28 décembre 1694)  | Jacques II (11 décembre 1688 - 16 septembre 1701)              |
| Anne Stuart sa demi-sœur (28 décembre 1694 - 16 septembre 1701)                          | Jacques François Stuart, prince de Galles                | fils                       | 11 décembre 1688 succession jacobite de son père        | 16 septembre 1701 devient prétendant                     | 12 ans, 9 mois et 5 jours   |                                                                                      | Jacques II (11 décembre 1688 - 16 septembre 1701)              |
|                                                                                          | Anne Stuart                                              | demi-sœur                  | 16 septembre 1701 succession jacobite de son demi-frère | 1er août 1714 son décès                                  | 12 ans, 10 mois et 16 jours | Louise Marie Thérèse Stuart sa demi-sœur (16 septembre 1701 - 18 avril 1712)         | Jacques François Stuart (16 septembre 1701 - 1er janvier 1766) |
| Anne-Marie d'Orléans, reine de Sicile sa cousine (18 avril 1712 - 1er août 1714)         | Anne Stuart                                              | demi-sœur                  | 16 septembre 1701 succession jacobite de son demi-frère | 1er août 1714 son décès                                  | 12 ans, 10 mois et 16 jours |                                                                                      | Jacques François Stuart (16 septembre 1701 - 1er janvier 1766) |
|                                                                                          | Anne-Marie d'Orléans, reine de Sicile, puis de Sardaigne | cousine                    | 1er août 1714 décès de sa cousine                       | 31 décembre 1720 naissance de son cousin                 | 6 ans, 4 mois et 30 jours   | Victor-Amédée de Savoie, prince de Piémont son fils (1er août 1714 - 22 mars 1715)   | Jacques François Stuart (16 septembre 1701 - 1er janvier 1766) |
| Charles-Emmanuel de Savoie, prince de Piémont son fils (22 mars 1715 - 31 décembre 1720) | Anne-Marie d'Orléans, reine de Sicile, puis de Sardaigne | cousine                    | 1er août 1714 décès de sa cousine                       | 31 décembre 1720 naissance de son cousin                 | 6 ans, 4 mois et 30 jours   |                                                                                      | Jacques François Stuart (16 septembre 1701 - 1er janvier 1766) |
|                                                                                          | Charles Édouard Stuart                                   | fils                       | 31 décembre 1720 sa naissance                           | 1er janvier 1766 devient prétendant                      | 45 ans et 1 jour            | Anne-Marie d'Orléans, reine de Sardaigne sa cousine (31 décembre 1720 - 6 mars 1725) | Jacques François Stuart (16 septembre 1701 - 1er janvier 1766) |
| Henri Benoît Stuart son frère (6 mars 1725 - 1er janvier 1766)                           | Charles Édouard Stuart                                   | fils                       | 31 décembre 1720 sa naissance                           | 1er janvier 1766 devient prétendant                      | 45 ans et 1 jour            |                                                                                      | Jacques François Stuart (16 septembre 1701 - 1er janvier 1766) |
|                                                                                          | Henri Benoît Stuart                                      | frère                      | 1er janvier 1766 succession jacobite de son frère       | 31 janvier 1788 devient prétendant                       | 22 ans et 30 jours          | Charles-Emmanuel, roi de Sardaigne son cousin (1er janvier 1766 - 20 février 1773)   | Charles Édouard Stuart (1er janvier 1766 - 31 janvier 1788)    |
| Victor-Amédée, roi de Sardaigne son cousin (20 février 1773 - 31 janvier 1788)           | Henri Benoît Stuart                                      | frère                      | 1er janvier 1766 succession jacobite de son frère       | 31 janvier 1788 devient prétendant                       | 22 ans et 30 jours          |                                                                                      | Charles Édouard Stuart (1er janvier 1766 - 31 janvier 1788)    |
|                                                                                          | Victor-Amédée, roi de Sardaigne                          | cousin                     | 31 janvier 1788 succession jacobite de son cousin       | 16 octobre 1796 son décès                                | 8 ans, 8 mois et 15 jours   | Charles-Emmanuel, prince de Piémont son fils                                         | Henri Benoît Stuart (31 janvier 1788 - 13 juillet 1807)        |
|                                                                                          | Charles-Emmanuel, roi de Sardaigne                       | cousin                     | 16 octobre 1796 décès de son père                       | 13 juillet 1807 ne revendique pas la succession jacobite | 10 ans, 8 mois et 27 jours  | Victor-Emmanuel, roi de Sardaigne son frère                                          | Henri Benoît Stuart (31 janvier 1788 - 13 juillet 1807)        |